# Millettia leonensis
Millettia leonensis är en ärtväxtart som beskrevs av Frank Nigel Hepper. Millettia leonensis ingår i släktet Millettia och familjen ärtväxter. Inga underarter finns listade i Catalogue of Life.